# بهمن سرکاراتی
بهمن سرکاراتی (زادهٔ ۱۲ شهریور ۱۳۱۶ – درگذشتهٔ ۲۹ خرداد ۱۳۹۲) استاد زبان‌های باستانیِ ایران در دانشگاه تبریز از سال ۱۳۴۶، عضو پیوستهٔ فرهنگستان زبان و ادب فارسی از سال ۱۳۷۰ و معاون علمی و پژوهشی پیشین فرهنگستان بود. او همسر مهری باقری بود.
بهمن سرکاراتی صبح روز چهارشنبه ۲۹ خرداد ۱۳۹۲ در سن ۷۶ سالگی بر اثر ایست قلبی درگذشت و در قطعهٔ هنرمندان وادی رحمت تبریز به خاک سپرده شد.

## آثار
- فرهنگ ریشه‌شناختی افعال زبان فارسی، ۱۳۸۳
- اوستا و هنر نو
- کارنامهٔ شاهان در روایات سنّتی ایران (ترجمه)، ۱۳۵۰
- دین ایرانی برپایهٔ متن‌های معتبر یونانی (ترجمه)، ۱۳۷۷
- اسطورهٔ بازگشت جاودانی (ترجمه)، ۱۳۷۸
- سایه‌های شکارشده (شامل ۲۰ مقاله)، ۱۳۷۸
- بررسی فروردین‌یشت: سرود اوستایی در ستایش فرَوهرها (ترجمه)، ۱۳۸۲
- مقدمه‌ای بر فلسفه‌ای از تاریخ (ترجمه)
- بررسی جامع زبان فارسی باستان و آثار بازمانده آن
- بررسی سه فرگرد وندیداد
- اصطلاحات خویشاوندی در زبان‌های ایرانی
- گزیدهٔ اشعار